# Polvorí de l'Exèrcit Republicà
El Polvorí de l'Exèrcit Republicà és una obra de Pujalt (Anoia) protegida com a Bé Cultural d'Interès Local.

## Descripció
Túnel situat a peu del camí existent a la part baixa del turó, al costat del refugi antiaèri. A l'interior s'aprecien marques de les eines emprades -bàsicament pics- per a la construcció. L'entrada és adovellada i presenta testeimonis de les frontisses de la porta.

## Història
Durant la guerra civil de 1936-39 s'instal·là a Pujalt la base d'instrucció militar del 18è cos d'exercit republicà. El polvorí és en bon estat de conservació i és una peça important del campament militar